# Montaña Clara
Montaña Clara – mała, niezamieszkana wyspa należąca do Archipelagu Chinijo, znajdującego się na północ od wyspy Lanzarote, należąca do archipelagu Wysp Kanaryjskich zaliczanych do Makaronezji.
Jej powierzchnia wynosi 1,48 km², najwyższe wzniesienie ma 256 m. Na jej terenie znajduje się strefa ochronna dla ptactwa morskiego (Parque Natural del Archipiélago Chinijo).